# Trolejové vedení

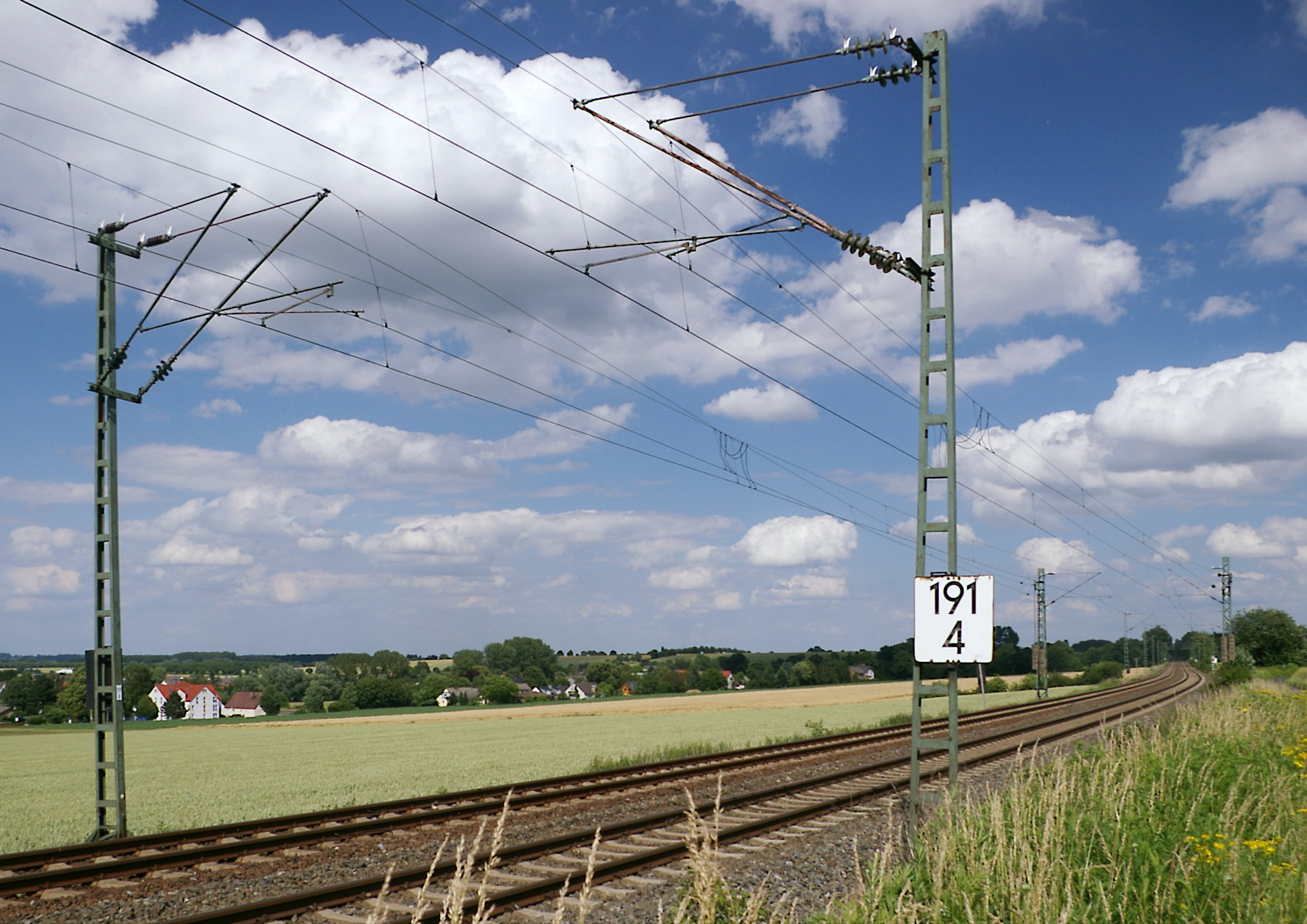
Stožáry trakčního vedení v Německu

Trolejové vedení je typem trakčního vedení. Spolu s napájecími kabely, měnírnami a dalšími částmi trakční soustavy slouží k přívodu elektrického proudu do kolejových vozidel (elektrická lokomotiva, elektrická jednotka, tramvaj a další) nebo trolejbusů. Ve většině případů je tvořeno jedním nebo dvěma vodiči, obvykle měděnými dráty, které jsou zavěšeny ve stanovené poloze nad jízdní dráhou. Vozidlo udržuje kontakt s trolejovým vedením prostřednictvím sběrače či sběračů proudu.
Po prvních pokusech s elektrickou trakcí v roce 1879 a následujících letech, kdy k přívodu elektrického proudu sloužily přímo vzájemně izolované kolejnice nebo napájecí kolejnice, bylo poprvé v roce 1881 použito u pařížské tramvaje vrchní napájení. Vodič v tomto případě tvořila trubka.
Název trolejové vedení má původ v anglickém slově trolley, což znamená kladka. Nejstarší, tyčové sběrače byly na konci opatřeny kladkou, která se odvalovala po trolejovém drátu. V českém jazyce došlo k posunu významu slova a slovem trolej označujeme trolejové vedení.

## Trolejový drát

Průřez trolejovým drátem

Na trolejový drát se vztahuje mezinárodní norma, která byla do českého prostředí převedena jako ČSN EN 50149 Drážní zařízení – Profilový trolejový vodič z mědi a slitin mědi (edice 2, platná od 1. dubna 2013). Před mezinárodní harmonizací byla v ČR (a ČSSR) platnou normou ČSN 34 1558.
Trolejový drát má zvláštní průřez: na bocích má drážky, které slouží k upevnění úchytů tak, aby držely drát dostatečně pevně a spolehlivě a přitom nezasahovaly do dráhy sběrače. Rozměry a zaúhlení nosné i sběrné části troleje se pak liší podle toho, z jakého materiálu je vyroben a pro jaké účely určen.
Jako materiál k výrobě trolejového drátu se obvykle používá elektrovodná měď (CuETP), vysokopevnostní měď (CuFRHC, CuHCP a CuOF) nebo tzv. trolejový bronz, což jsou slitiny mědi se stříbrem (CuAg), kadmiem (CuCd; ve Švýcarsku je tato slitina pro vodiče zakázaná), hořčíkem (CuMg) či cínem (CuSn) ke zvýšení pevnosti: zatímco totiž čistě měděná trolej má zaručenou minimální pevnost 310 až 355 MPa, tak u kadmiované je to 430 až 455 MPa a u hořčíkované dokonce 470 až 520 MPa. Ke stejnému účelu může drát obsahovat ocelovou duši. Experimenty s kombinací oceli a hliníku v době nedostatku mědi se příliš neosvědčily.
Normativně stanovené hodnoty průřezů trolejového drátu jsou 80 – 100 – 107 – 120 – 150 mm² podle proudového zatížení, normativně stanovené hmotnosti drátu od 690 po 1378 kg/km.

## Stožáry

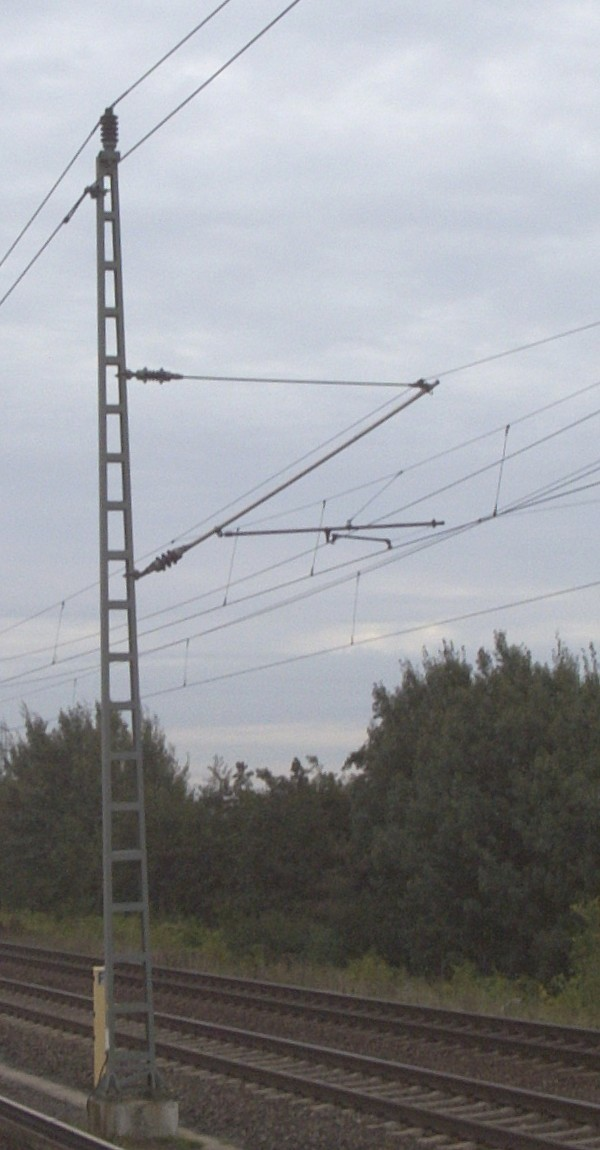
Ocelový sloup německých drah se zesilovacím vedením na vrcholu, pod ním ochranný vodič

Nejstarším materiálem pro výrobu sloupů trolejového vedení bylo dřevo. Dnes se již dřevěné sloupy používají zřídka. Poslední dřevěný sloup v Čechách se nacházel na dráze Rybník – Lipno v Loučovicích, dnes je k vidění před depem ve Vyšším Brodě.
Dnes se používají sloupy ocelové, a to trubkové nebo příhradové, a sloupy železobetonové. Na sloupech je trolejové vedení zavěšeno obvykle pomocí konzol. Pro více souběžných kolejí je možno použít dvojice sloupů spojených lanovými převěsy nebo ocelovými nosníky, které nesou trolej. Sloupy s ocelovými nosníky (tzv. brány) se užívají častěji, neboť případné poruchy nemívají tak fatální následky, jako u lanových převěsů.

## Ochrana před nebezpečným napětím
Pro bezpečnost celého systému je nezbytné zamezit vzniku nebezpečných dotykových napětí, a to v provozu i v případě poruchy. Proto všechny kovové součásti elektrifikované dráhy i součásti ve stanoveném okruhu jsou prostřednictvím průrazek spojeny s kolejnicemi, které tvoří zpětné vedení. K vodivému spojení tak dojde pouze při překročení stanovené meze napětí mezi chráněnou částí a kolejnicí. Pokud by bylo vodivé spojení trvalé, zpětné proudy by způsobovaly korozi kovových konstrukcí.
Někdy se používá vodivé propojení sloupů trakčního vedení. Je to pro případ, že by selhala průrazka nebo bylo přerušeno zemnící vedení u některého sloupu. Zároveň toto propojení slouží jako bleskosvod.

## Způsoby zavěšení trolejového drátu

### Prosté vedení

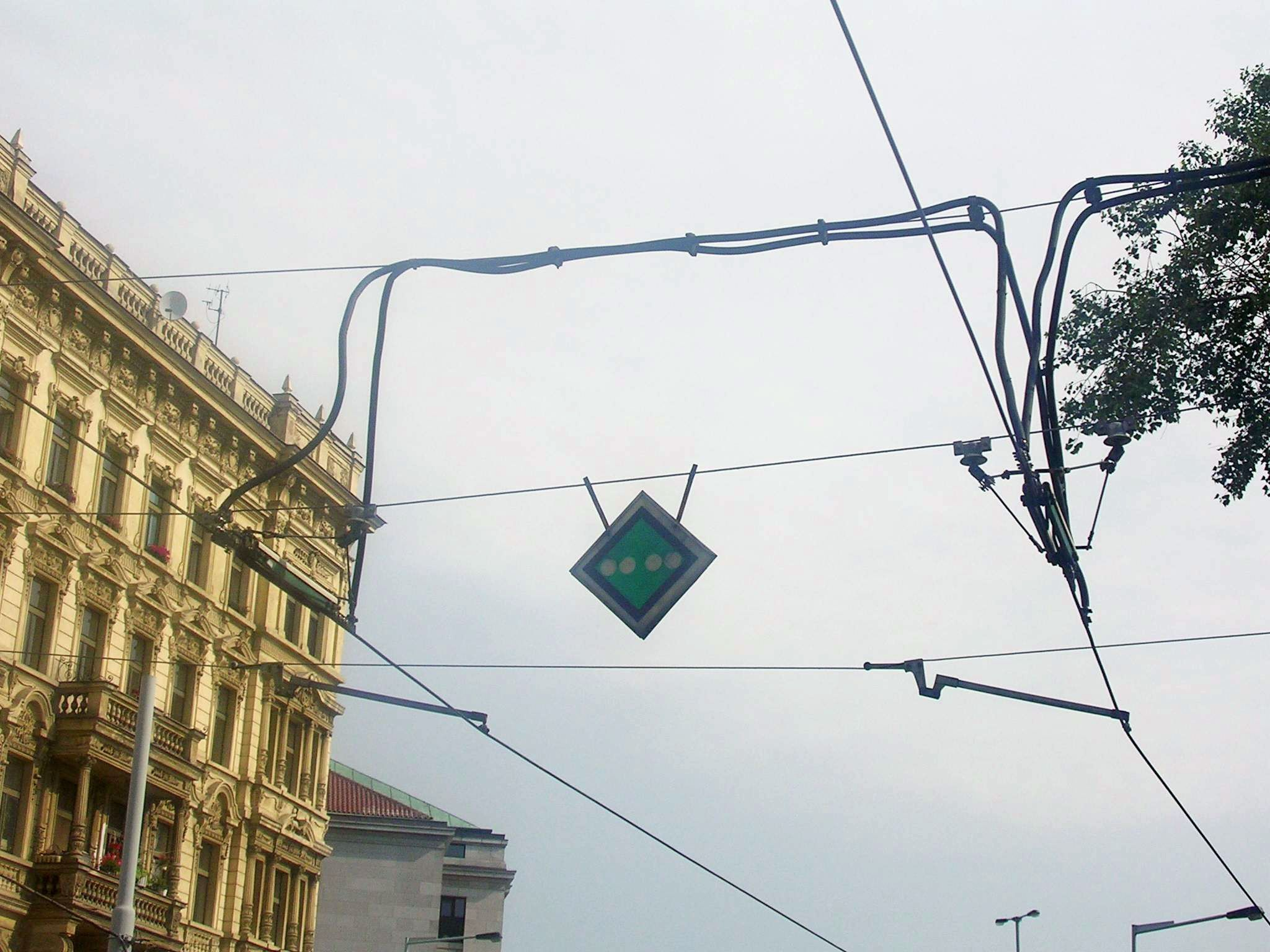
Prosté vedení s úsekovým děličem

Prosté vedení tvořené samostatně zavěšeným drátem se používá především u tramvají. Ani v případě kompenzovaného, čili napínaného vedení není možné tento způsob zavěšení použít pro rychlosti vyšší, než 100 km/h, jinak vlivem zlomů drátu na jednotlivých úchytech dochází k odskakování sběrače. Pro tyčové sběrače je drát zavěšen v ose koleje, oblouky musí být plynulé a místa odbočení nebo křížení musí být opatřena výhybkami a křižovatkami, aby nedošlo k vypadnutí kladky nebo botky sběrače. Pro lyrové a pantografové sběrače je naopak kvůli stejnoměrnému opotřebení kontaktní plochy sběrače trolejový drát veden klikatě, speciální konstrukce křižovatek a výhybek odpadají, pouze je třeba vhodným vedením jednotlivých drátů zajistit plynulý přechod kontaktu sběrače z jednoho drátu na druhý.

### Vedení s trojúhelníkovými závěsy

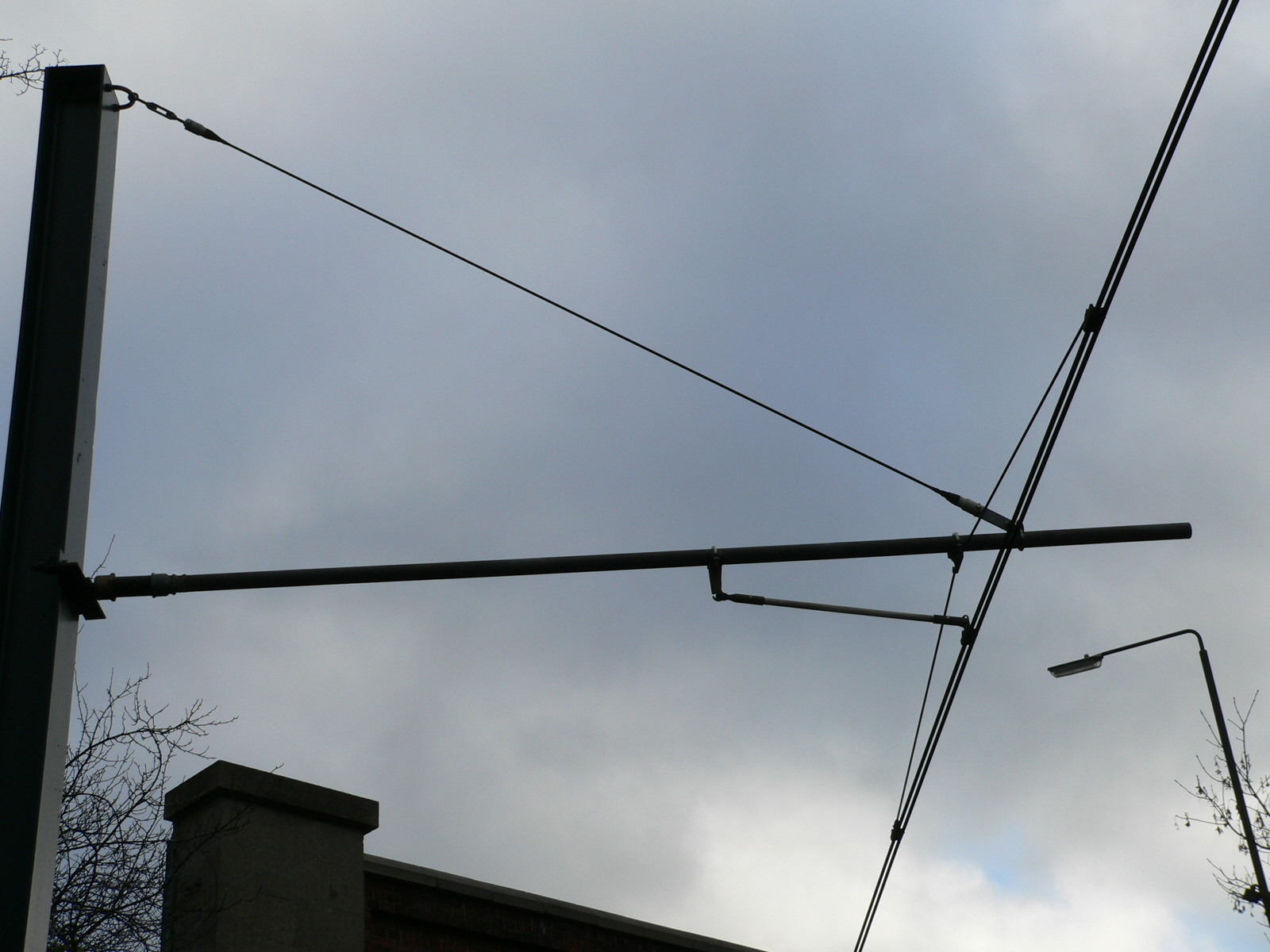
Malý trojúhelníkový závěs bez svislých laníček

Toto vedení poněkud vylepšuje prosté vedení tím, že trolejový drát je zavěšen na sloupu pomocí lana, které tvoří nad drátem trojúhelník. Trolejový drát visí na tomto laně pomocí několika laníček, čímž odpadá zlom v místě sloupu. Takovéto vedení je použitelné pro rychlosti do 120 km/h.
U MHD se požívá lano z umělých materiálů (slouží zároveň jako izolace), které nese trolejový drát jen ve 2 bodech 3-5m vzdálených a tento závěs se nazývá "delta závěs".

### Řetězovkové vedení

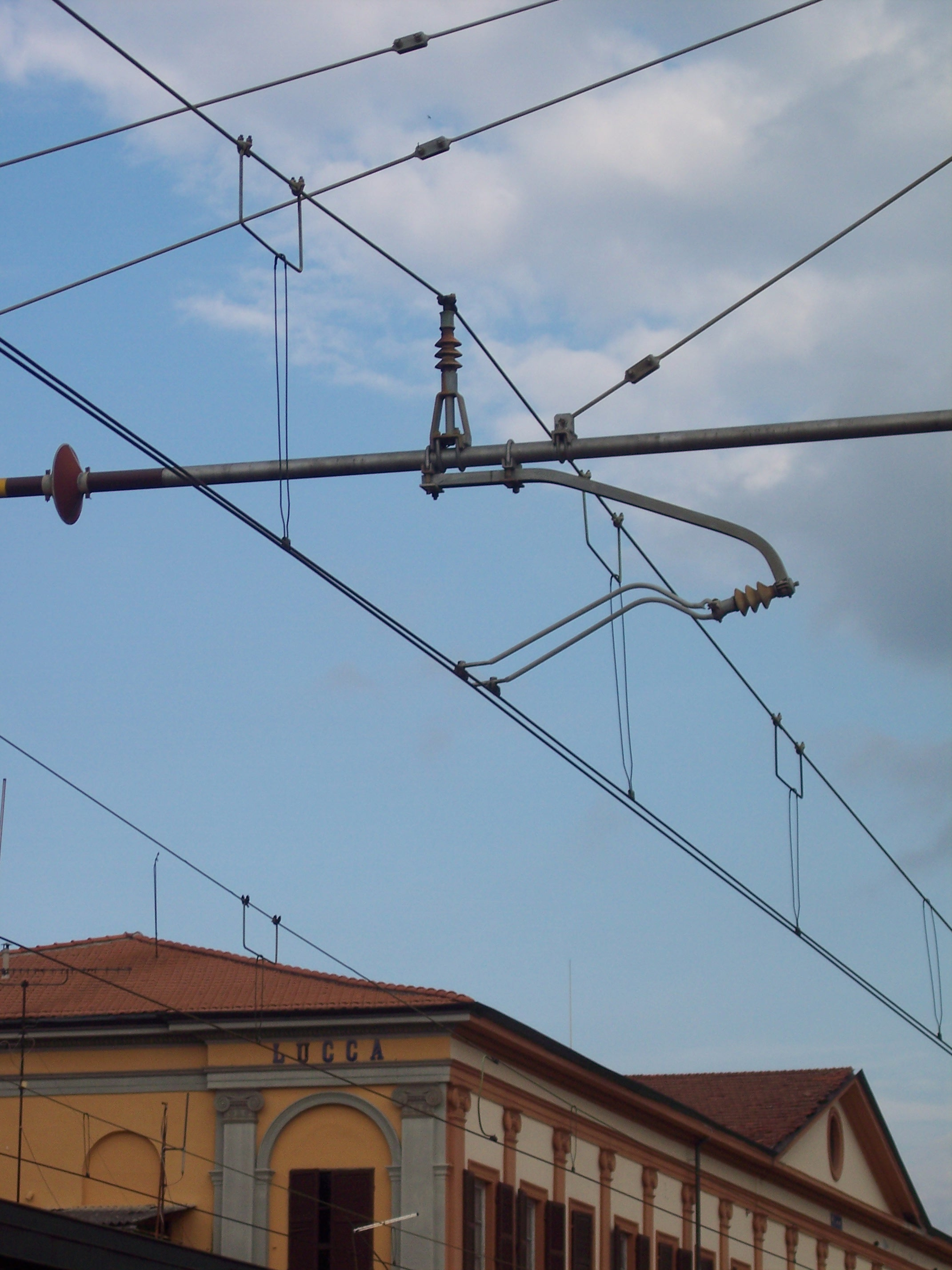
řetězovkové vedení italských železnic se zdvojeným trolejovým drátem

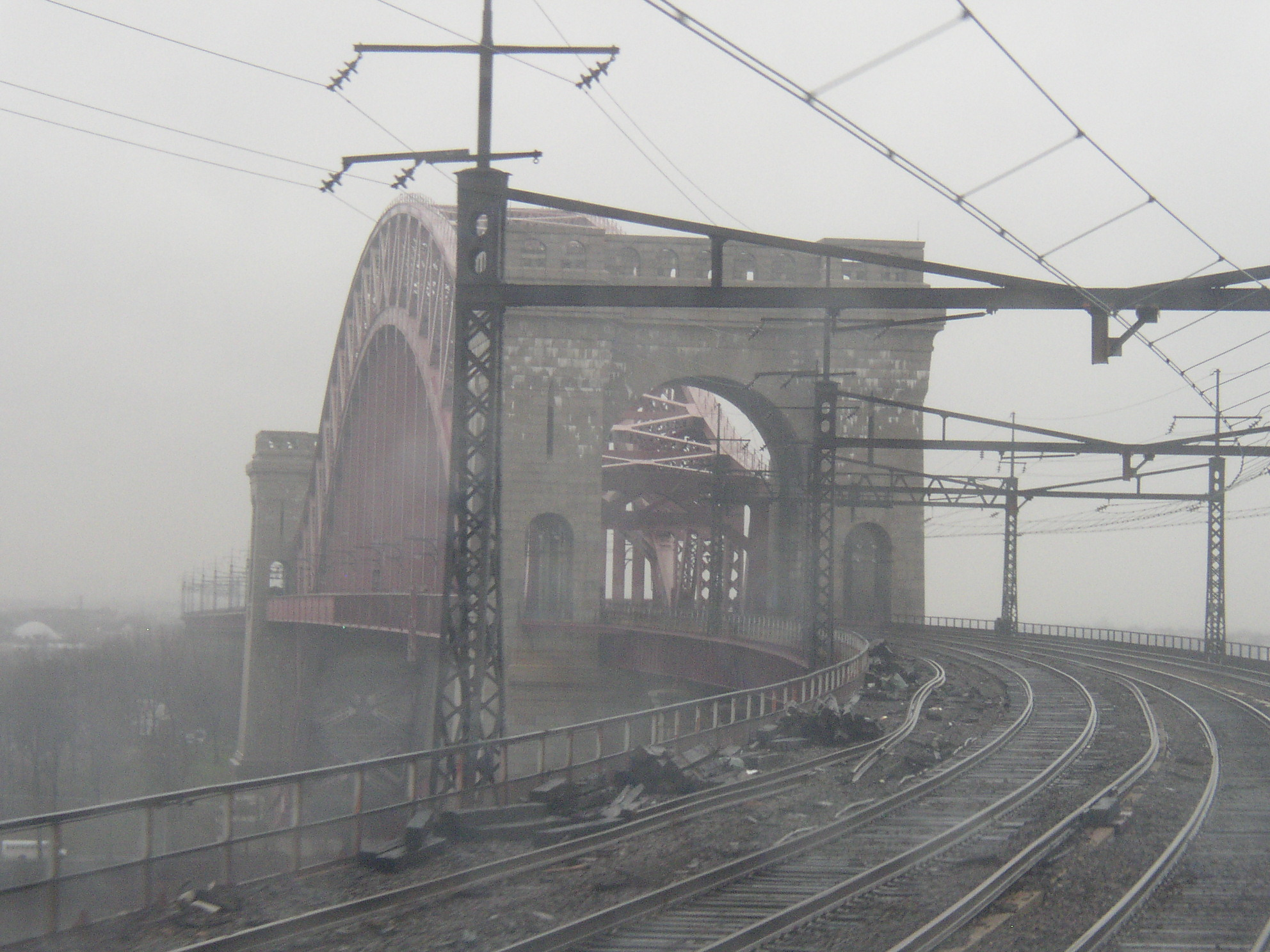
Šikmé řetězovkové vedení

Tento typ vedení se skládá z nosného lana a trolejového drátu zavěšeného na nosném laně pomocí laníček. Tímto způsobem je zajištěna téměř konstantní výška drátu nad kolejí a víceméně stejná pružnost v celé délce, což přispívá ke stabilnímu kontaktu sběrače i při vysokých rychlostech. Jednotlivé úseky mezi napínacími stožáry mohou být až 1500 m dlouhé. Uprostřed každého úseku se nachází kotevní stožár, na kterém je vedení pomocí lan uchycených k sousedním sloupům ukotveno, takže nemůže dojít k podélnému posunu vedení v celém úseku. Kratší úseky, např. ve stanicích, jsou napínány pouze jednostranně. K napínání se na českých železnicích obvykle používají kladkostroje se závažími. Druhý obvyklý způsob napínání je pomocí navijáků. Tento způsob je k vidění například v Německu nebo Rakousku. Na menším kole navijáku je navinuto lano napínající trolejové vedení, na větším kole lano, na kterém je zavěšeno závaží. Větší kolo je zároveň na obvodu vybaveno zuby, takže při přerušení a odlehčení trolejového vedení nedojde k pádu závaží, ale kolo se zachytí o západku. Jako závaží slouží obvykle betonové prefabrikáty, někdy lidově nazývané „acylpyriny“.
Řetězovkové vedení se dělí dále na
- svislé – nosné lano je nad trolejovým drátem. Jedná se o nejrozšířenější konstrukci.
- šikmé – nosné lano je chyceno na vrcholy sloupů, takže v přímé koleji musí být sloupy střídavě po obou stranách koleje (bylo použito na vyšebrodské dráze a na spojce z Negrelliho viaduktu do Libně v Praze).
- prostřídané – je použita dvojice trolejových drátů – jeden slouží místo nosného lana a v polovině vzdálenosti mezi sloupy si vymění úlohu.

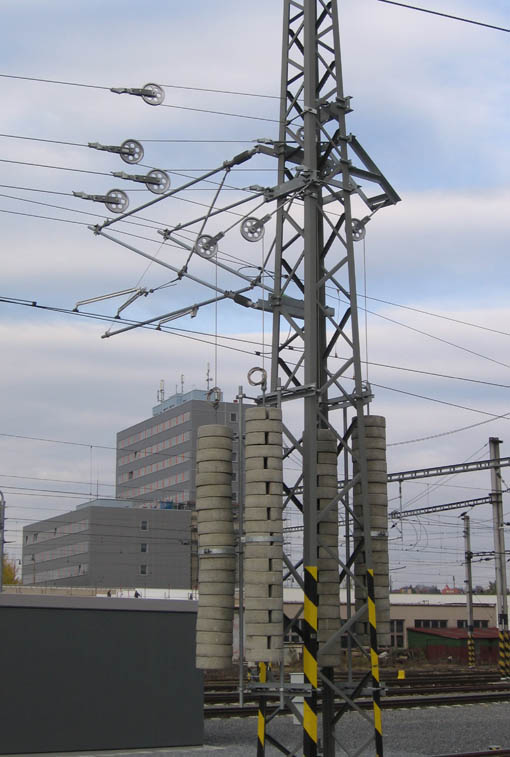
Napínák kladkostrojový
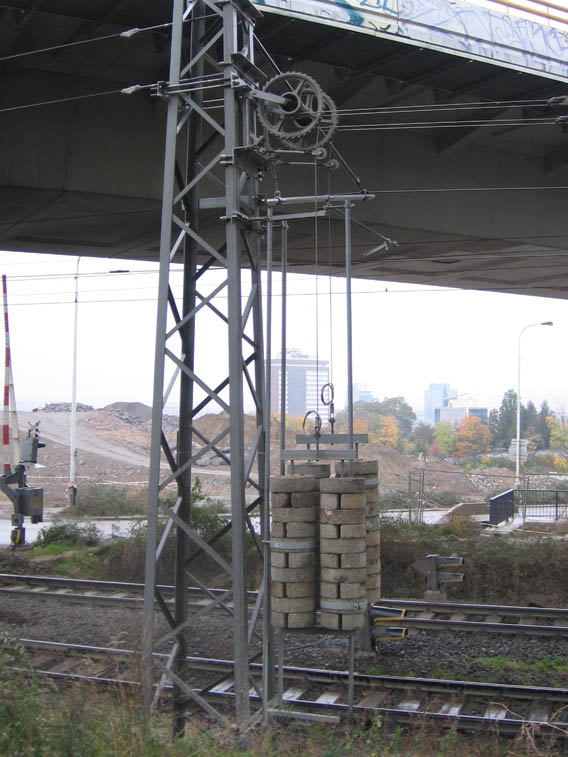
Napínák navijákový se západkovým kolem
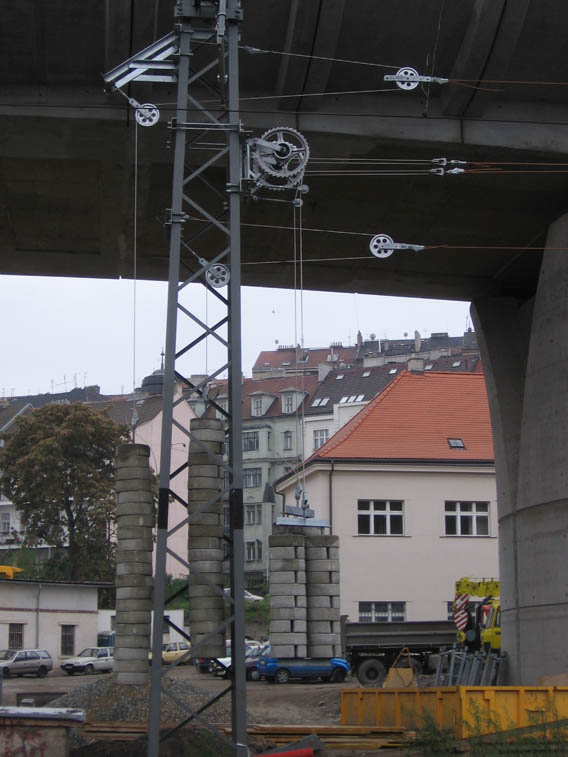
Nezvyklá kombinace napínáků obou typů na jednom sloupu

### Zvláštní systémy

#### Trubkové vedení
Tato konstrukce byla použita u vůbec prvního vrchního vedení – u pařížské tramvaje roku 1881. Namísto drátu je použita trubka s podélným zářezem. V trubce se pohybuje sběrací kontakt, který je připojen k vozidlu. Pohyb tohoto připojení umožňuje mezera ve spodní části trubky. Tento systém byl ještě použit v roce 1884 u lokální dráhy Mödling–Hinterbrühl a u tramvaje Frankfurt-Offenbach.

#### Postranní vedení

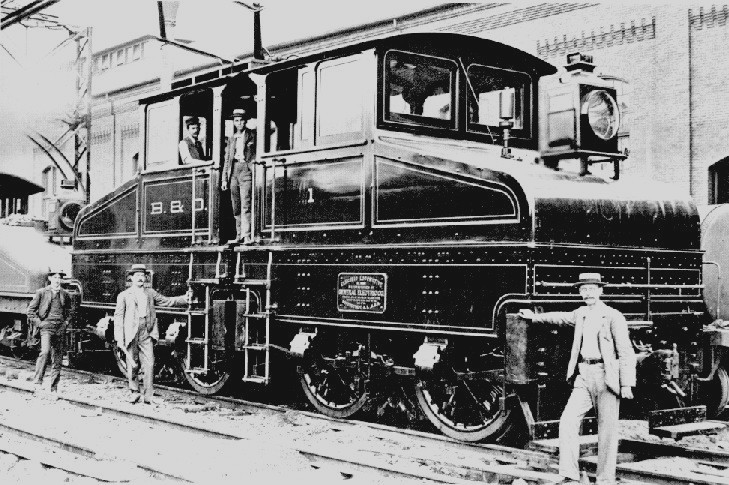
Na střeše lokomotivy B&O je částečně vidět sběrač pro postranní vedení (1895)

V některých případech nebyl trolejový drát veden nad kolejí, ale stranou od koleje. V Praze byl tento způsob napájení použit u Hlaváčkovy tramvaje na Smíchově, neměl však dlouhého trvání. V Americe byl použit pro napájení v tunelech společnosti Baltimore and Ohio. V Německu v třívodičové podobě u vojenské dráhy Marienfelde – Zossen, kde byla poprvé překročena rychlost 200 km/h. Postranní vedení se používá u důlních drah pod násypkami, lokomotivy jsou v tom případě kromě sběračů na střeše vybaveny i malými postranními sběrači.

#### Vícepólové vedení

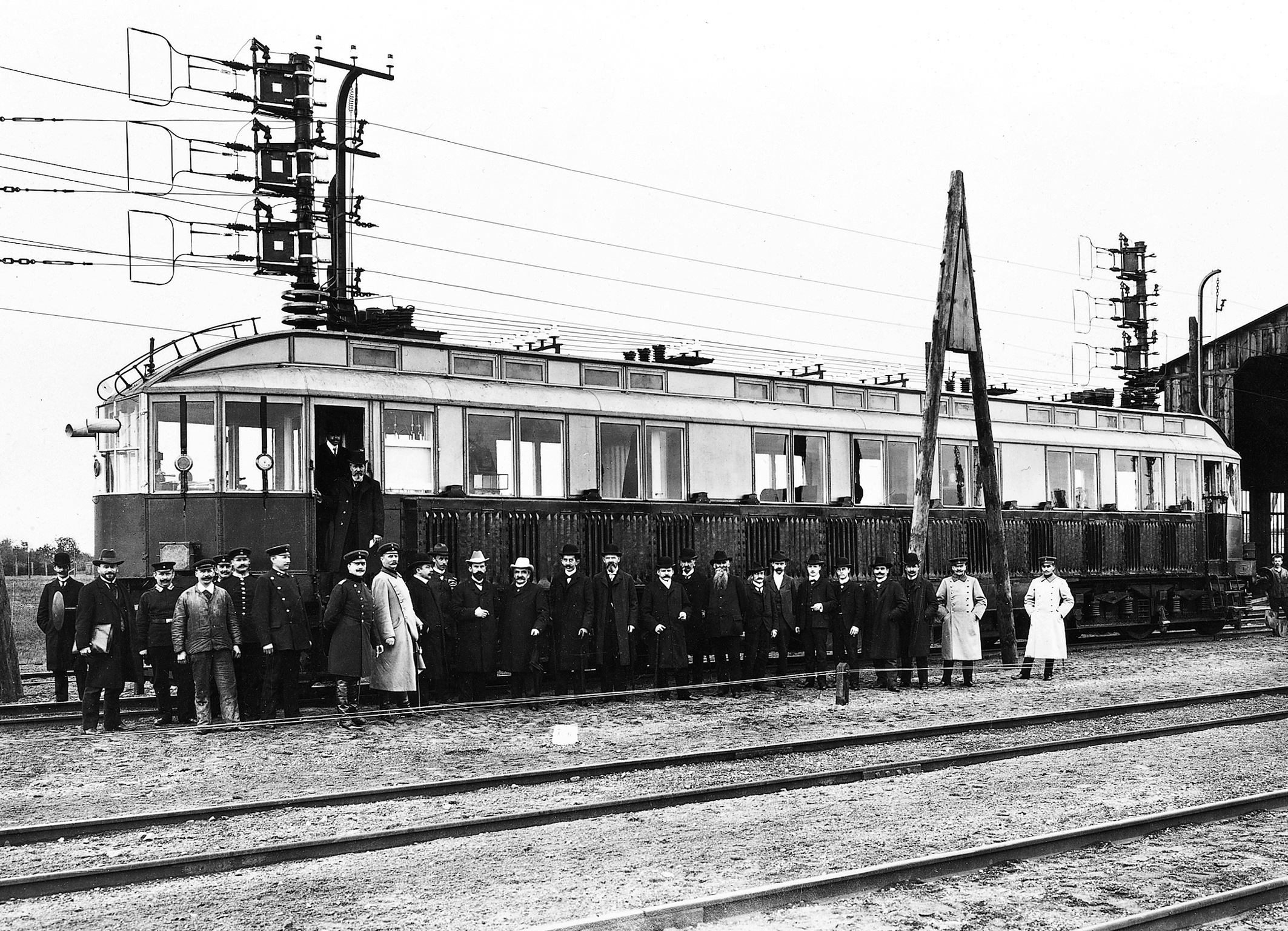
Trojpólové postranní vedení na trati Marienfelde – Zossen 1903

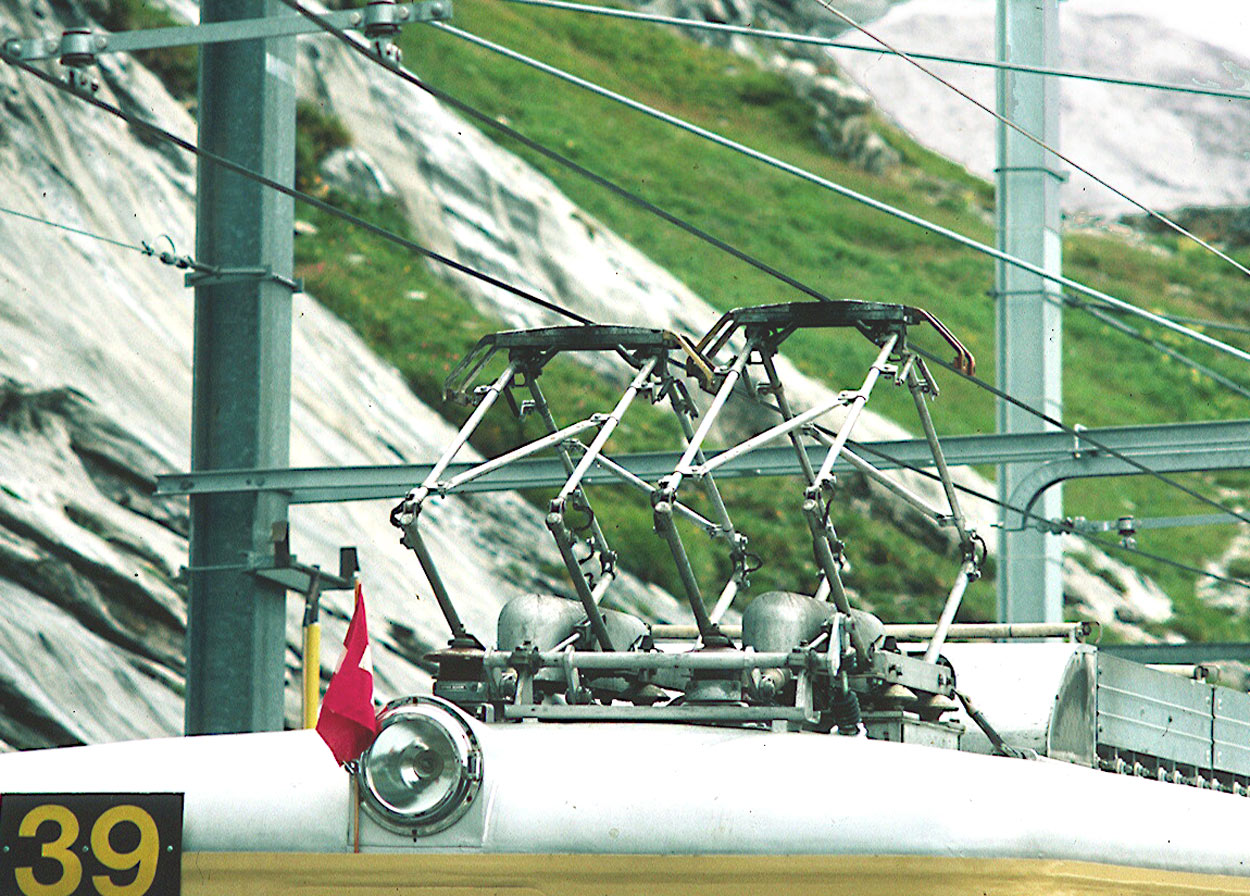
Zdvojené pantografy u vozidel dráhy na Jungfrau

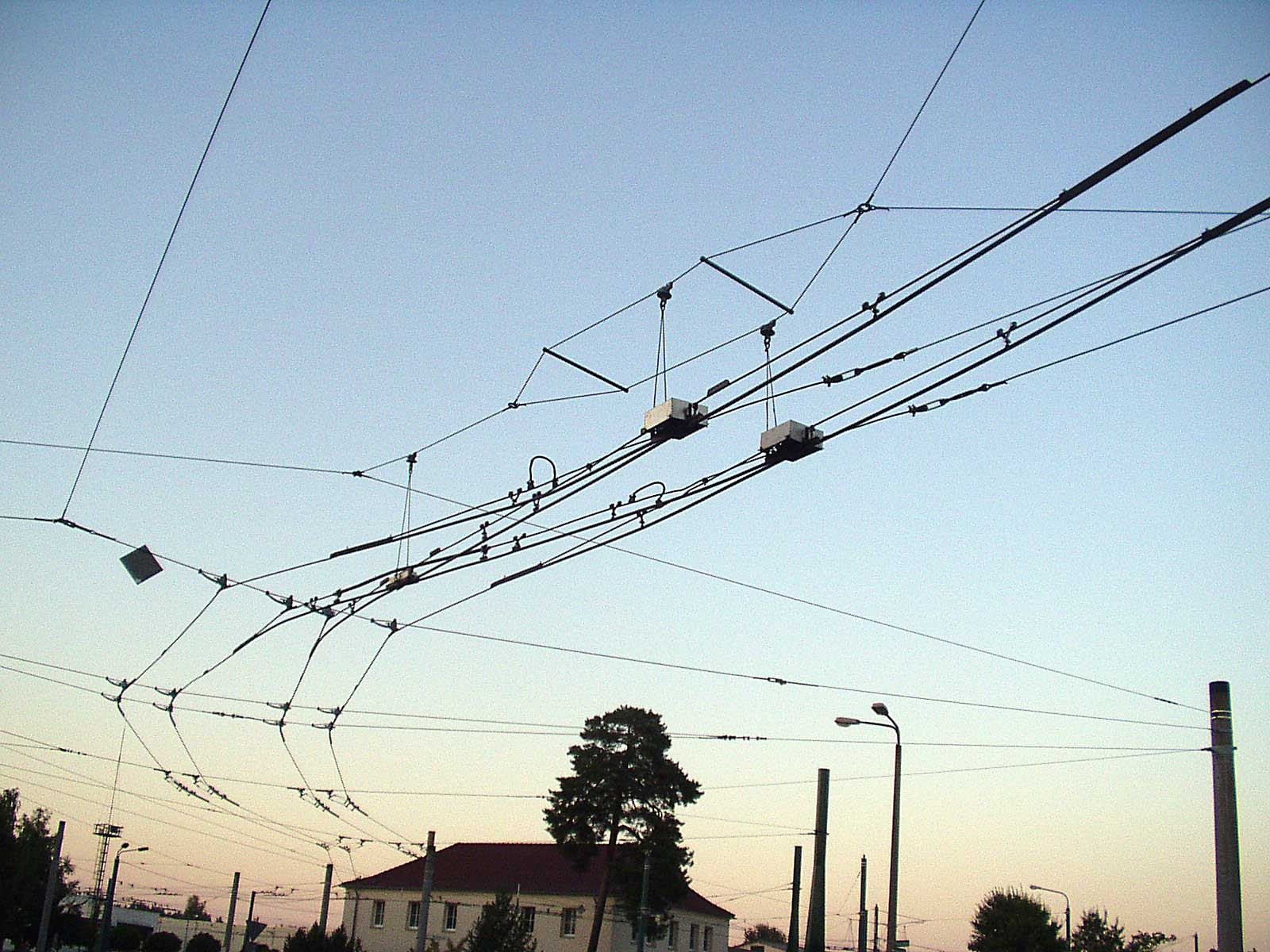
Trolejbusové vedení s výhybkou

Trolejové vedení u železnice se zpravidla používá jednopólové. Přesto se najdou případy použití dvoupólového vedení – již první elektrická dráha v Čechách (Tábor - Bechyně) byla elektrifikována systémem 2×700 V. Dvoupólové trolejové vedení je použito i u třífázových systémů a také u trolejbusů. Dvoupólové vedení přináší nutnost izolovaných křížení vodičů rozdílné polarity, které nesmí být propojeny ani při průjezdu sběrače. Jednodušší je provedení izolací pro tyčové sběrače – tyto krátké izolované úseky projíždějí vozidla setrvačností. Při použití sběračů s ližinami (lyra, pantograf) jsou izolované úseky delší. Vozidla jsou pak vybavena dvěma sběrači pro každý pól, jejichž vzdálenost je taková, aby alespoň jeden byl vždy v kontaktu s drátem pod napětím. Dvouvodičové systémy pro třífázové napájení se používají dnes již jen na několika ozubnicových drahách, kde tento systém přináší jisté výhody. Rozsáhlá síť severoitalských železnic byla postupně elektrifikována třífázovým systémem od roku 1902. Tento systém přetrval až do roku 1975, napájení bylo postupně přestavěno na stejnosměrný systém 3 kV, který je v Itálii obvyklý.

#### Pevné vedení

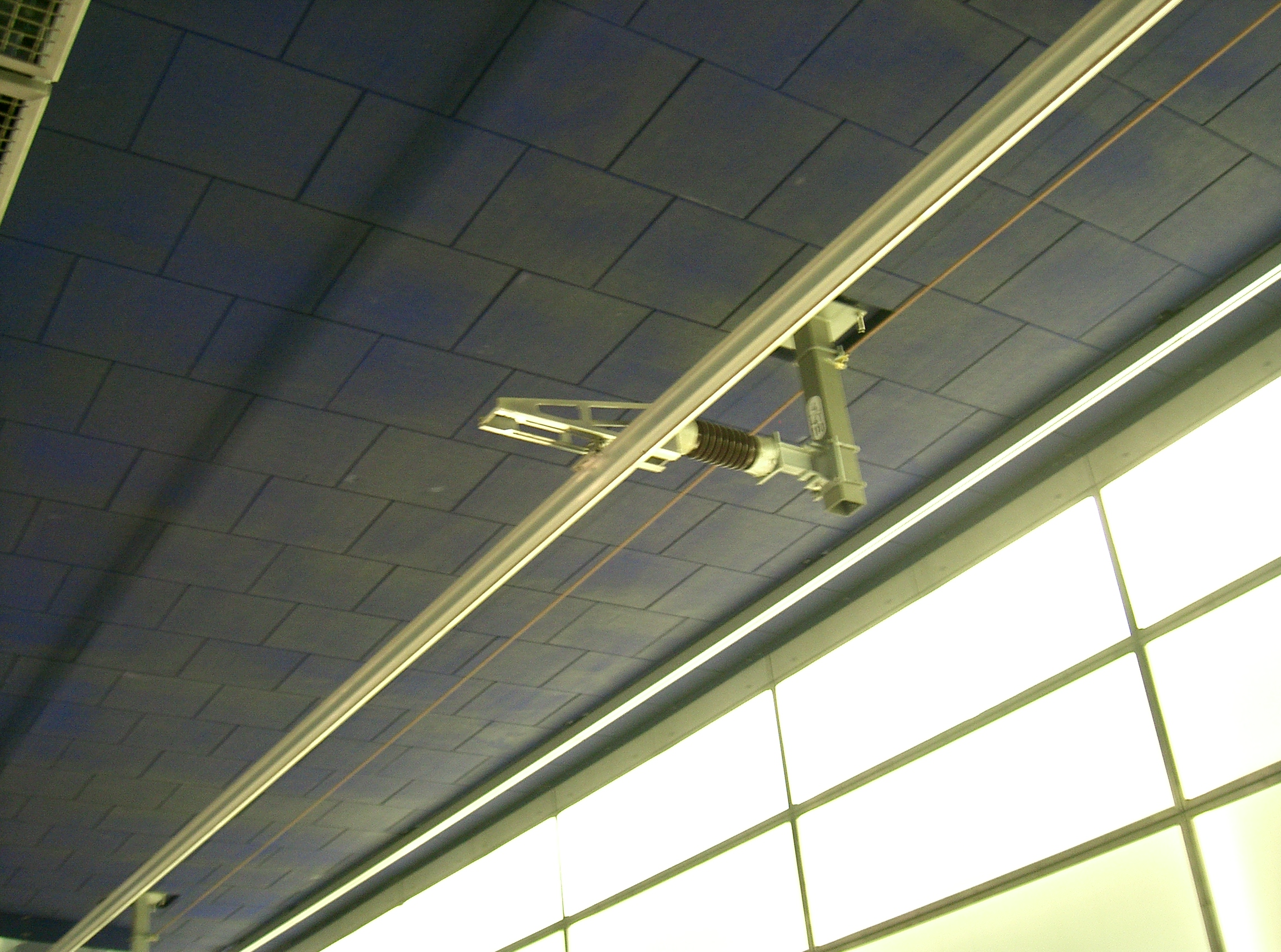
Pevné vedení v berlínském Tiergartentunnelu

V případě nedostatku prostoru je možné nahradit trolejový drát pevnou konstrukcí. Tento způsob napájení se používá v budapešťské podzemní dráze na lince 1 nebo na většině linek madridského metra.
Pevné vedení se ukazuje jako vhodná alternativa pro použití v tunelech na nově budovaných tratích v Německu. Zkoušky ukázaly znatelně vyšší požární odolnost ve srovnání s klasickým trolejovým vedením, což může mít rozhodující význam při evakuaci v případě požáru vlaku v tunelu. Pevné vedení je použito například na 2,2 km dlouhém úseku trati Vídeň – Salcburk, v curyšském nádraží S-Bahnu nebo v Berlíně na hlavním nádraží a v tunelu Tiergarten.
V Česku se pevné vedení použilo po rekonstrukci tratě Plzeň–Cheb (součást III. koridoru) v roce 2011 v tunelech u stanice Ošelín a stanice Pavlovice.

#### Trolejové kontakty

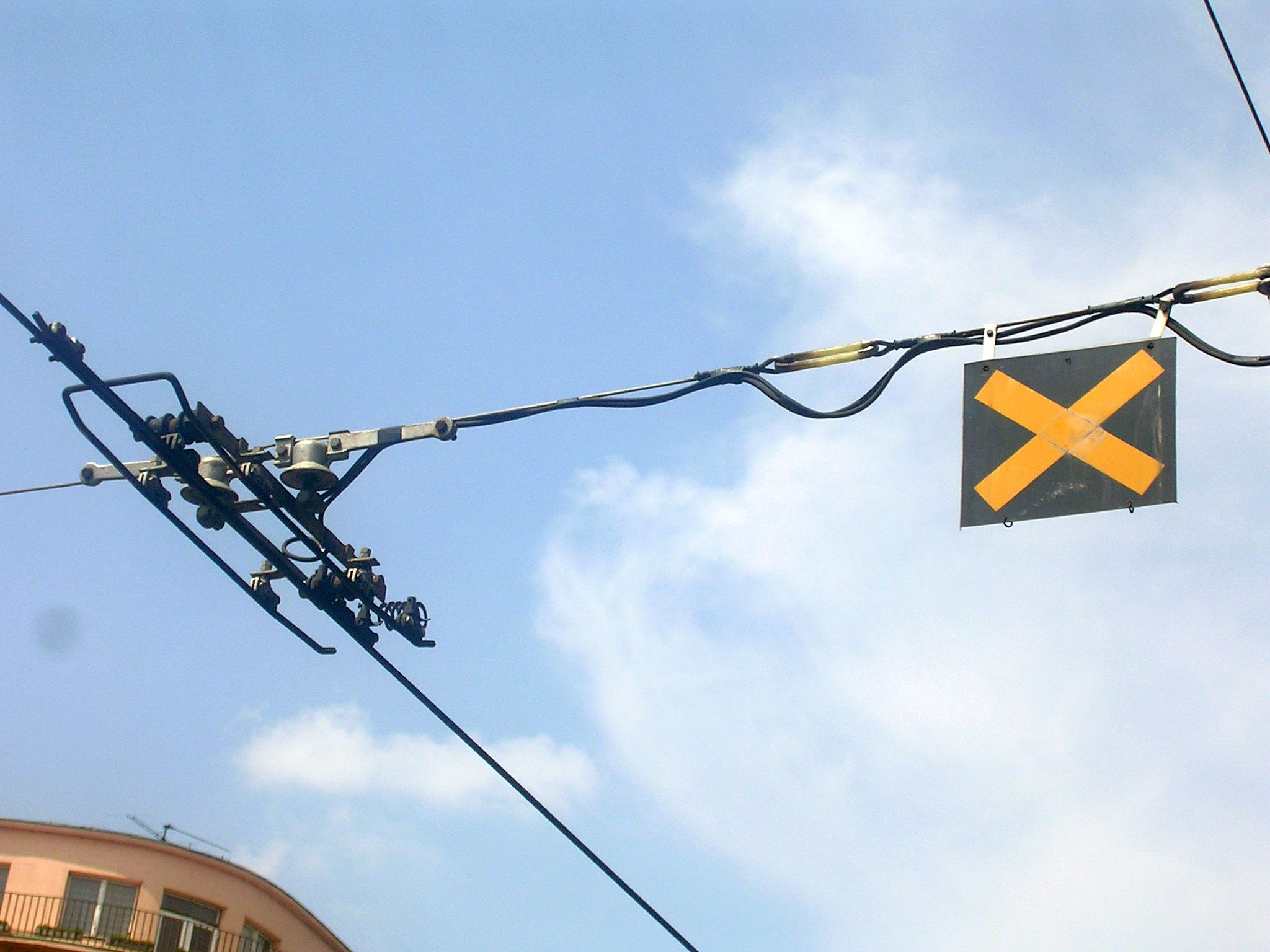
Stavěcí výhybkový kontakt v Praze

Trolejové kontakty se používají zejména u tramvají, případně trolejbusů. Kontakty jsou podle účelu dvojího druhu. Jeden druh slouží pro obsluhu (přestavování) výhybek, druhý druh pro detekci průjezdu vozů v rámci zabezpečovacího nebo signalizačního zařízení (blokování a odblokování výhybky, zabezpečení provozu na jednokolejné trati nebo rozestupu vlaků v rizikovém úseku, světelná signalizace na přejezdech, přechodech a křižovatkách).
U výhybkových stavěcích kontaktů je sběrač izolován od trolejového drátu. K přestavení výhybky je nutné aby při průjezdu přes trolejový kontakt vozidlo odebíralo proud o určené hodnotě. Toho se docílilo buď zpomalením a před kontaktem přidáním jízdy (u starých vozů např. zařazení vyššího jízdního stupně, než by byl v místě potřebný), nebo byl do obvodu zařazen na vozidle určený odporník, který zajistil odběr proudu o žádané velikosti. Někdy stačilo mít i zapnuté topení a už kontakty reagovaly. Na stejném principu pracují i trolejové výhybky pro trolejbusy. Jelikož moderní tramvaje odebírají nezanedbatelný proud i při jízdě výběhem, dochází tak k nechtěnému přestavení výhybky. Také z toho důvodu jsou výhybkové kontakty nahrazovány jinými systémy, například radiokomunikačními.
U kontaktů sloužících jen k detekci průjezdu vozu (tj. blokovací a odblokovací kontakty u výhybek a kontakty zabezpečovacích a signalizačních zařízení) dojde k přivedení trolejového napětí na kontakt propojením kontaktní plochou sběrače. Vzhledem a provedením se tyto kontakty mohou značně lišit, v Praze například byly starší kontakty, slangově nazývané „klapačky“, nahrazovány novějšími, tzv. „brnkačkami“.